# Habropoda christineae
Habropoda christineae är en biart som beskrevs av Dubitzky 2007. Habropoda christineae ingår i släktet Habropoda och familjen långtungebin. Inga underarter finns listade i Catalogue of Life.